# Poomangalam
Poomangalam es una ciudad censal situada en el distrito de Thrissur en el estado de Kerala (India). Su población es de 11141 habitantes (2011). Se encuentra a 26 km de Thrissur y a 46 km de Cochín.

## Demografía
Según el censo de 2011 la población de Poomangalam era de 11141 habitantes, de los cuales 5086 eran hombres y 6055 eran mujeres. Poomangalam tiene una tasa media de alfabetización del 96,90%, superior a la media estatal del 94%: la alfabetización masculina es del 98,12%, y la alfabetización femenina del 95,91%.